# صموئيل بي. كينت
صموئيل بي. كينت (بالإنجليزية: Samuel B. Kent)‏ هو محامي وقاضي أمريكي، ولد في 22 يونيو 1949 في دنفر في الولايات المتحدة.